# کتلین کنیون
کتلین کنیون (انگلیسی: Kathleen Kenyon; ۵ ژانویهٔ ۱۹۰۶ – ۲۴ اوت ۱۹۷۸) انسان‌شناس، و باستان‌شناس اهل بریتانیا بود. او را از مهمترین باستان‌شناسان سده بیستم و از شاخص‌ترین افراد در زمینه شناخت دوران نوسنگی در هلال حاصل‌خیز می‌دانند. وی در فرهنگ عامه برای کشف و حفاری شهر اریحا (جریکو) که توصیف آن در کتاب مقدس ذکر شده بود، شناخته شده است.